# Cellens fysiologi
Cellens fysiologi er en dansk undervisningsfilm fra 1967, der er instrueret af A. Øye og Jørgen Vestergaard efter manuskript af førstnævnte.

## Handling
Undervisningsfilm for gymnasier og højere læreanstalter.